# NGC 992
NGC 992 je galaksija u zviježđu Ovan.

## Vanjske poveznice
- SEDS: NGC 992